# تاريخ الفلسفة في فلندا
يَمتد تاريخ الفلسفة الفنلندية من فترة ما قبل التاريخ إلى الفلسفة المعاصرة. كانت الفلسفة أول موضوع أكاديمي في فنلندا وكذلك في العالم. عندما تأسست الأكاديمية الملكية في توركو عام 1640، عُينَ ستة أساتذة من كلية العلوم الفلسفية، إضافة إلى أساتذة القانون والطب وثلاثة علم اللاهوت. تتمتع الفلسفة في القرن الحادي والعشرين بجميع الخصائص الخارجية للأوساط الأكاديمية في فنلندا: مكانة راسخة بوصفها موضوعًا أكاديميًا، ومنشوراتها الخاصة، وجمعياتها العلمية، والمؤتمرات، ومنظمات التعاون الدولي. تضمنت الأسماء الكبيرة في الفلسفة الفنلندية ج. هنريك فون رايت وجاكهينتيكا، اللذين ربطا الفلسفة الفنلندية في المقام الأول بالفلسفة الأنجلو ساكسونية والبريطانية والأمريكية.

## الفكر ما قبل التاريخ
في فترة ما قبل التاريخ، تَقَدمَ التفكير في الوجود والحياة الفنلندية على أنها أساطير مختلفة وشعر شعبي. لم يجر الحفاظ على المعرفة بالحياة والتفكير في فنلندا ما قبل التاريخ إلا من طريق القصائد الشعبية المكتوبة في وقت لاحق. على سبيل المثال، في كاليفالا، يمكن العثور على أوصاف الأساطير والمفاهيم الخاصة بالوقت، مثل التفسيرات المختلفة لبُنية الكون وأصوله. من ناحية أخرى، يمكن استخدام الأوصاف الشخصية لاستنباط التصورات الأخلاقية والاجتماعية للعصر.

## الفَترَة السويدية
عندما أسست الكنيسة الكاثوليكية نفسها في «فنلندا» في القرن الثالث عشر، ضُمَت الدولة أيضًا إلى الثقافة الأوروبية المشتركة في العصور الوسطى، التي تَحققت من طريق الدين الكاثوليكي المشترك واللغة اللاتينية. في الوقت نفسه، أدرِجت فنلندا في النظام الفلسفي للكنيسة الكاثوليكية. سيطر عليها «السكولاستيون»، الذين جمعوا الفلسفة القديمة مع تعاليم الكنيسة. أكد شولاستيس بوضوح على المنطق. واستندت العقائد الميتافيزيقية على أفكار أرسطو والكنيسة. في العصور الوسطى، كانت المناصب الكنسية  والإدراية العليا مطلوبة لدراسة الفلسفة أيضًا. كانت الدراسات في الفلسفة شرطًا أساسيًا لِلتقدم في الدراسات اللاهوتية. أتاحت الثقافة المشتركة للفنلنديين الذهاب إلى الجامعات الأوروبية للدراسة. ولكن، كانت الدراسة باهظة الثمن، ولذا فإن الطلاب الذين غادروا فنلندا في الخارج ينتمون إلى الطبقة العليا. أصبحوا أساقفة وكهنة لخدمة الكنيسة الكاثوليكية في فنلندا. وكانت الوجهات الأكثر شعبية هي باريس وروستوك ولايبزغ.
من المعروف في العصور الوسطى، حصل ما لا يقل عن 150 فنلنديًا على درجات علمية وحاضروا في جامعات في جميع أنحاء أوروبا. ومع ذلك، لم يحتفظوا بالكتابات المحددة على أنها كتاباتهم. ربما وجد عدد أكبر من الطلاب، إذ يجري تسجيل الطلاب الحاصلين على درجات علمية فقط في الكتب الجامعية. يُعرف «يوهانس فليك» بأنه أول فنلندي يكمل درجة اللاهوت في باريس. ويُعد «لافي مونوبويكا» أشهر الطلاب في أوروبا.

### الإصلاح
بعد الإصلاح، حَصل الفنلنديون على تدريب في ألمانيا بنحو أساسي، إذ أصبحت جامعة فيتنبرغ مركز اللاهوت البروتستانتي.
شُمِلَ عُلماء اللاهوت الفنلنديون البارزون في ذلك العصر ما يلي:
- ميكائيل أجريكولا (1510-1557).
- إريك إيريسي (1550 - 1625).
- هنريكوس مارتيني فتبور (أو Fatebur - فتبور).
- سيغفريدوس أرونوس فورسيوس (1550-1624).
- يوهانس كانوتي فورثيليوس.
- ماركوس هنريكي هيلسينجيوس (1555-1609).
- نيكولاس ماغني.
- يوهانس كليمينتيس مينتزيوس.
- يوهانس سفينونيس رومانوس.
- بيتاري سركيلاهتي.

#### القرن السابع عشر
تأسست أكاديمية توركو الملكية عام 1640. في البداية، كان لدى كلية العلوم الفلسفية التابعة للأكاديمية أربعة مناصب أستاذية:
الأخلاق والعقيدة السياسية والتاريخ.
1. المنطق والشعر.
2. الرياضيات.
3. البلاغة.

تَضمنت الأولى والثانية دراسة الفلسفة وتدريسها، ويمكن اعتبارها متوافقة مع المجالات الحالية للفلسفة العملية والنظرية.
كانت الفلسفة التي تمارس في أكاديمية توركو لفترة طويلة ما يسمى «بالفلسفة المدرسية الجديدة محافظة جدًا». من بين المؤثرين في العصر ما يلي:
- نيكولاس لورانس من نيكوبينسيس (–1664).
- أندرياس ثورونيوس (1632–1665).
- ميكائيل ويكسيونيوس (1609–1680).
- يوهان فاسينيوس (1620 / 22–1691).
- جورج ألانوس (1609–1664).
- أبراهام ثوفونيوس (1622–1679).
- مارتن ستوديوس (1590–1675).
- إنيفالد سفينيوس (1617–1688).
- يوهان جيزيليوس الأكبر.
- جاكوب فلاتشينيوس (1633–1694).
- سيمون تالبو (1652-1711).
- يوهانس رونجيوس (1666-1704).
- غابرييل جوسلينيوس (1666-1724).
- أكسل كيمبي (1623–1682).
- صموئيل جيلدينستولب (1650–1692).
- أندرس وانوتشيوس (1651-1700).
- بيتروس لوريبيكيوس (1628-1705).
- مارتن ميلتوبيوس (1631–1679).
- دانيال أكريليوس.
- يوهان جيزيليوس الأصغر.
- لارس تاملين.

##### القرنين الثامن عشر والتاسع عشر
تأثرت أكاديمية توركو في القرنين الثامن عشر والتاسع عشر بما يلي:
- دانيال جوسلينيوس (1676-1752).
- يوهان برنهارد مونستر (1694-1714).
- جوهان هارتمان (1682-1737).
- يوهان والينيوس (1698-1746).
- جوهان ويلين (1705-1744).
- غابرييل هاينريكوس.
- كارل ميستيرتون (1715-1773).
- جاكوب هارتمان (1717-1788).
- فيلهلم روبرت ناف (1720-1783).
- أولوف شالبيرج (1733-1804).
- نيلس هاسيلبوم (1690-1764).
- هنريك هاسل (1700-1776).
- كارل فريدريك ميناندر (1712-1786).
- هنريك جابرييل بورثان (1739-1804).
- جاكوب تنجستروم (1755–1832).
- جوهان اريلين.
- هنريك الانوس.
- يوهان جاكوب لاغيرستروم.
- صموئيل كاسترين.
- ألجوت سكارين (1684-1771).
- يوهان بيلمارك (1728-1801).
- إريك جوهان فروستروس.
- نيلس ماغنوس تولبو.
- جوستاف جادولين.
- جوهان بونسدورف.
- غابرييل بالاندر (1774–1821).
- أندرس جوهان لاغوس (1775–1831).
- فريدريك بيرجبوم (1785–1830).
- غابرييل إسرائيل هارتمان (1776-1809).

خارج الأكاديمية، شَملت التأثيرات:
- أدولف إيفار أرويدسون (1751-1858).
- أندرس تشيدينيوس (1729-1783).
- بيتر فورسكول (1732-1763).
- فرانز ميكائيل فرانزين (1772-1847).

## الفترة الروسية
بعد حريق توركو، انتقلت أكاديمية توركو إلى هلسنكي. سيطرت الهيغلية على الفلسفة الفنلندية في القرن التاسع عشر. بعد جي في سنيلمان، كان أستاذ الفلسفة ثيودولف راين، الذي أسس الجمعية الفلسفية الفنلندية عام 1873، وخلفه عام 1905 أرفي غروتينفيلت، وهو كانتي حديث. عام 1906، قُسِمَ الكرسي (مرة أخرى) إلى فلسفة نظرية وتطبيقية. كان الفيلسوف الأبرز في مطلع القرن هو عالم الأخلاق والأنثروبولوجيا الاجتماعية إدوارد ويسترمارك، الذي أصبح أستاذًا للفلسفة التطبيقية عام 1906، وكان أيضًا أستاذًا في مدرسة لندن للاقتصاد من 1907 إلى 1930.
شَمَلَ فلاسفة هيجل:
- جيرموند فريدريك أمينوف (1796–1876).
- جوهان هنريك أفيلان (1773-1832).
- أكسل أدولف لوريل (1801-1852).
- كارل سيدرهولم (1789-1867).
- يوهان فيلهلم سنيلمان (1806-1881).
- يوهان ماتياس سوندفال (1793-1843).
- يوهان جاكوب تنجستروم (1787–1858).

إذ تُمثل المدارس الفكرية الأخرى من قبل:
- فيلهلم بولين (1835-1924).
- إسرائيل حواسر (1790–1860).
- أرفي غروتينفيلت (1863-1941).
- كارل روبرت سيدرهولم (1818–1903).
- إدوارد ويسترمارك (1862–1939).
- يريجو هيرن (1870–1952).